# هیداکاگاوا، واکایاما
هیداکاگاوا، واکایاما (به لاتین: Hidakagawa, Wakayama) یک منطقهٔ مسکونی در ژاپن است که در استان واکایاما واقع شده‌است. هیداکاگاوا ۱۱٬۴۷۸ نفر جمعیت دارد.